# HMS Hotham (K583)
HMS Hotham (K583) là một tàu frigate lớp Captain của Hải quân Hoàng gia Anh hoạt động trong Chiến tranh Thế giới thứ hai. Nó nguyên được Hoa Kỳ chế tạo như chiếc DE-574, một tàu hộ tống khu trục lớp Buckley, và chuyển giao cho Anh Quốc theo Chương trình Cho thuê-Cho mượn (Lend-Lease). Là chiếc tàu chiến thứ hai của Hải quân Anh được đặt cái tên này, tên nó được đặt theo Đô đốc Sir William Hotham (1772–1848), hạm trưởng chiếc HMS Adamant (1780) và đã từng tham gia cuộc Chiến tranh Cách mạng Pháp. Nó đã phục vụ cho đến khi chiến tranh kết thúc tại Châu Âu, được giữ lại Anh như là viện trợ quân sự của Hoa Kỳ, rồi được hoàn trả cho Hoa Kỳ và bị bán để tháo dỡ tại Hà Lan vào năm 1956.

## Thiết kế và chế tạo
Buckley là một trong số sáu lớp tàu hộ tống khu trục được Hải quân Hoa Kỳ chế tạo nhằm đáp ứng nhu cầu hộ tống vận tải trong Thế Chiến II, sau khi Hoa Kỳ chính thức tham chiến vào cuối năm 1941. Chúng hầu như tương tự nhau, chỉ với những khác biệt về hệ thống động lực và vũ khí trang bị. Động cơ của phân lớp Backley bao gồm hai turbine hơi nước General Electric để dẫn động hai máy phát điện vận hành hai trục chân vịt, và dàn vũ khí chính bao gồm 3 khẩu pháo pháo 3 in (76 mm)/50 cal.
Những chiếc phân lớp Buckley (TE) có chiều dài ở mực nước 300 ft (91 m) và chiều dài chung 306 ft (93 m); mạn tàu rộng 37 ft 1 in (11,30 m) và độ sâu mớn nước khi đầy tải là 11 ft 3 in (3,43 m). Chúng có trọng lượng choán nước tiêu chuẩn 1.430 tấn Anh (1.450 t); và lên đến 1.823 tấn Anh (1.852 t) khi đầy tải. Hệ thống động lực bao gồm hai nồi hơi và hai turbine hơi nước General Electric công suất 13.500 mã lực (10.100 kW), dẫn động hai máy phát điện công suất 9.200 kilôwatt (12.300 hp) để vận hành hai trục chân vịt;  công suất 12.000 hp (8.900 kW) cho phép đạt được tốc độ tối đa 23 kn (26 mph; 43 km/h). Con tàu mang theo 359 tấn Anh (365 t) dầu đốt, cho phép di chuyển đến 6.000 nmi (6.900 mi; 11.000 km) ở vận tốc đường trường 12 kn (14 mph; 22 km/h).
Vũ khí trang bị bao gồm pháo 3 in (76 mm)/50 cal trên ba tháp pháo nòng đơn đa dụng (có thể đối hạm hoặc phòng không), gồm hai khẩu phía mũi và một khẩu phía đuôi. Vũ khí phòng không tầm gần bao gồm hai pháo Bofors 40 mm và tám pháo phòng không Oerlikon 20 mm. Con tàu có ba ống phóng ngư lôi Mark 15 21 inch (533 mm). Vũ khí chống ngầm bao gồm một dàn súng cối chống tàu ngầm Hedgehog Mk. 10 (có 24 nòng và mang theo 144 quả đạn); hai đường ray Mk. 9 và bốn máy phóng K3 Mk. 6 để thả mìn sâu. Thủy thủ đoàn đầy đủ bao gồm 200 sĩ quan và thủy thủ.
Hotham được đặt lườn như là chiếc DE-574 tại xưởng tàu của hãng Bethlehem-Hingham Steel Shipyard ở Hingham, Massachusetts vào ngày 5 tháng 11, 1943 và được hạ thủy vào ngày 21 tháng 12, 1943. Con tàu được chuyển giao cho Anh Quốc và nhập biên chế cùng Hải quân Anh như là chiếc HMS Hotham (K583) vào ngày 8 tháng 2, 1944  dưới quyền chỉ huy của Hạm trưởng, Thiếu tá Hải quân Sydney Ayles.

## Lịch sử hoạt động
Sau khi hoàn tất việc chạy thử máy huấn luyện, Hotham vượt Đại Tây Dương đi sang Belfast, Bắc Ireland, và được cải biến tại cầu tàu Pollock, Belfast cho phù hợp với hoạt động của Hải quân Anh trước khi được điều sang phục vụ dưới quyền Bộ chỉ huy Devonport. Nó trải qua ba tuần lễ thực hành huấn luyện tại vùng bờ biển Devon trước khi gia nhập Chi hạm đội Khu trục 1 đặt căn cứ tại Portsmouth, và chủ yếu làm nhiệm vụ hộ tống vận tải ven biển dọc bờ Đông nước Anh và dọc eo biển Manche ra Đại Tây Dương.
Cho dù không được chọn để hoạt động như tàu Frigate Kiểm soát Lực lượng Duyên hải, Hotham tham gia cùng lực lượng này trong nhiều hoạt động đối đầu với tàu phóng lôi E-boat đối phương khi diễn ra cuộc đổ bộ Normandy. Vào ngày 5 tháng 6, 1944, nó cùng tàu frigate chị em Duff (K352) và một chi hạm đội tàu phóng lôi MTB (Motor Torpedo Boat) khởi hành lúc 22 giờ 30 phút để tuần tra ngoài khơi Pointe de Barfleur, ngăn chặn số tàu E-boat đặt căn cứ tại Cherbourg, Pháp tấn công các bãi đổ bộ. Quay trở về Portsmouth vào xế trưa ngày D 6 tháng 6, nó lại lên đường cùng một đoàn bốn tàu đổ bộ Landing Ship, Tank (LST) đưa lực lượng tăng viện đi sang các bãi đổ bộ. Nó tiếp tục nhiệm vụ này xen kẻ với những lượt tuần tra chống tàu ngầm ngoài khơi bãi đổ bộ cho đến hết tháng 6 và đầu tháng 7.
Vào ngày 28 tháng 6, 1944, Hotham cùng với tàu khu trục HMS Eglinton (L87) phối hợp cứu vớt những người sống sót từ SS Maid of Orleans khi chiếc tàu buôn bị đắm về phía Đông Nam St. Catherine's Point, đảo Wight, ở tọa độ 50°06′B 000°41′T / 50,1°B 0,683°T. Sang cuối năm 1944 và đầu năm 1945, khi tuyến mặt trận được đẩy lui đến Hà Lan, nó hộ tống các đoàn tàu vận tải đi thẳng đến cảng Antwerp, Bỉ cho đến khi chiến tranh chấm dứt.
Khi xung đột kết thúc tại châu Âu, không giống như hầu hết tàu chị em cùng lớp Captain được trao trả ngay cho Hoa Kỳ nhằm giảm bớt chi phí mà Anh phải trả cho Hoa Kỳ trong Chương trình Cho thuê-Cho mượn (Lend-Lease), Hotham được giữ lại Anh. Nó đi vào xưởng tàu để được cải biến thành một trạm phát điện nổi di động; con tàu được tháo dỡ hết vũ khí, và trang bị các thiết bị phát điện, công việc hoàn tất vào tháng 10, 1945. Nó đi sang Singapore, làm nhiệm vụ cung cấp điện cho các xưởng tàu tại đây bị tàn phá nặng nề, rồi sau đó đi sang Hong Kong để phục vụ như một tàu căn cứ.  Quay trở về Anh vào năm 1947, nó lại được phái sang Malta vào năm 1948 tiếp tục phục vụ như một trạm phát điện nổi di động.
Hải quân Anh tiếp tục sử dụng Hotham như nền tảng để thử nghiệm kiểu động cơ turbine khí. Con tàu được hoàn trả trên danh nghĩa Chương trình Cho thuê-Cho mượn cho Hoa Kỳ vào ngày 25 tháng 4, 1952, nhưng tiếp tục được Hoa Kỳ chuyển giao trong Chương trình Viện trợ Quân sự; cuối cùng nó cũng được trả cho Hoa Kỳ vào ngày 13 tháng 3, 1956. Con tàu bị bán vào ngày 1 tháng 11, 1956 để tháo dỡ tại Hà Lan.